# آدم بروكس (سياسي)
آدم بروكس (بالإنجليزية: Adam Brooks)‏ هو سياسي أسترالي، ولد في 16 أبريل 1975 في أستراليا. حزبياً، نشط في حزب أستراليا الليبرالي (فرع تاسمانيا) ‏. وقد انتخب عضو مجلس النواب تسمانيا من الجمعية عن دائرة Division of Braddon (state) ‏ (20 مارس 2010 – 12 فبراير 2019).